# Georg Rolle
Georg Rolle (* 28. Dezember 1855 in Köben (an der Oder); † 3. Mai 1934 in Berlin) war ein deutscher Sänger der Stimmlage Bass und Gesangspädagoge.

## Leben und Werk
Georg Rolle war von 1879 bis 1882 Schüler von Martin Blumner in Berlin. Er war langjähriges Mitglied der Berliner Singakademie. Er trat als angesehener Oratoriensänger in Erscheinung. Als Schulgesangslehrer widmete sich Georg Rolle ab 1904 dem Thema Schulgesangsformen. Von 1907 bis 1924 wirkte er als Gesanglehrer an der Akademie für Kirchen- und Schulmusik in Berlin 1908 wurde er dort zum Professor ernannt. Georg Rolle gab das Werk Didaktik und Methodik des Schulgesangsunterrichts (Berlin 1903) heraus.